# BloodRayne 2
BloodRayne 2 – komputerowa gra akcji stworzona przez Terminal Reality i wydana przez Majesco oraz THQ. Premiera na konsole odbyła się 12 października 2004 roku, a wersja na system Windows 2 sierpnia 2005.

## Rozgrywka
Gracz steruje tytułową Rayne widzianą z perspektywy trzeciej osoby. Gra składa się z zamkniętych i liniowych poziomów. W trakcie walki Rayne może wykorzystać zarówno ostrza do walki wręcz, jak i strzelać z dystansu, używając broni palnej. Dodatkowo postać ma do dyspozycji harpun przyciągający przeciwników i spowolnienie czasu.

## Odbiór gry
BloodRayne 2 otrzymała zróżnicowane noty od recenzentów. Średnia ocen na serwisie Metacritic wynosi kolejno 71%, 70% i 67% dla platform Xbox, Playstation 2 i Windows.